# Calliandra ulei
Calliandra ulei är en ärtväxtart som beskrevs av Hermann August Theodor Harms. Calliandra ulei ingår i släktet Calliandra och familjen ärtväxter. Inga underarter finns listade i Catalogue of Life.